# Новоизборск (станция)
Новоизбо́рск — промежуточная железнодорожная станция на 24-м километре участка Псков — Печоры-Псковские Санкт-Петербург-Витебского отделения Октябрьской железной дороги. Расположена на территории деревни Новый Изборск в Печорском районе Псковской области.
Расстояние до железнодорожной станции Псков-Пассажирский — 23.91 км, до ближайшей станции в восточном направлении — Моглино — 11.8 км (между станциями Новоизборск и Моглино находится остановочный пункт 18-й километр). Расстояние до ближайшей станции в западном направлении — Ливамяэ — 12.1 км (между ст. Новоизборск и ст. Ливамяэ расположен остановочный пункт Вилье).

## История
Первоначальное название — Станция Изборск, на карте 1915 года и в расписании лета 1917 года станция значилась как Ново-Изборскъ. С начала 1920-х годов и до начала 1970-х годов станция носила эстонское название Ирбоска (эст. Irboska). В издании 1971 года атласа Главного управления геодезии и картографии при Совете Министров СССР значится как линейная станция Ирбоска, в аналогичном атласе 1987 года станция обозначена как Новоизборск.
С организацией в 1996 году Псковского подотдела Санкт-Петербург-Витебского отделения Октябрьской железной дороги и до упразднения подотдела в 2000 году станция Новоизборск входила в его состав как промежуточная станция 4-го класса.

## Назначение путей
1. Главный — для приёма, отправления и безостановочного пропуска чётных и нечётных пассажирских и грузовых поездов

2. Приемо-отправочный — для чётных и нечётных пассажирских и грузовых поездов, а также для безостановочного пропуска чётных и нёчетных грузовых поездов

3. Приемо-отправочный — для приёма и отправления чётных и нечётных грузовых и пассажирских поездов

4. Приемо-отправочный — для чётных и нечётных грузовых поездов

5. Погрузочно-выгрузочный

6. Выгрузочный

## Движение по станции
Движение пригородных поездов по станции не осуществляется. Имеет остановку Ласточка Печоры — Санкт-Петербург.

## Вокзал
Вокзал представляет собой деревянное двухэтажное здание.
Рядом с вокзалом расположено бетонное станционное здание и два деревянных жилых дома железнодорожников, построенных после Второй мировой войны.